# ヌマガイ
ヌマガイ（沼貝、Sinanodonta lauta）は淡水に棲むイシガイ科の二枚貝。日本のほか東アジア一帯に分布する。川や沼の底の泥中に生息する。近縁種のタガイとともにドブガイと呼ばれることがある。
殻長は最大20cmを超える。
テレビ東京日曜ビッグバラエティ「緊急SOS超巨大怪物が出た!出た!!池の水ぜんぶ抜く大作戦4」（2017年9月3日放送）では34cmのヌマガイが捕獲された。
殻の色は緑色から黒色まで変異が大きく、色帯がある個体もいる。殻は薄くて、乾燥させると自然にひび割れることが多い。ヌマガイに限らず、タガイ、フネドブガイ、マルドブガイなどにおいても、擬主歯がまったくないことが特徴である。タガイと形態的に非常に類似しているが、繁殖期やグロキディウム幼生の形態が異なる。また、タガイは殻長が通常10cm以内である。
繁殖期は春から夏である。グロキディウム幼生は、ヨシノボリなどに寄生する。
身は泥に由来する強烈な悪臭がこびりついており、泥抜きを徹底的に行う手間を要することから、食用にはあまり向かない。（1995年4月21日放送『探偵!ナイトスクープ』（ABCテレビ系）「巨大シジミ発見？」の依頼で、服部緑地内の池に生息するドブガイ（ヌマガイ）を実際に調理して試食する様子が放送された。）